# Polydora brevipalpa
Polydora brevipalpa är en ringmaskart som beskrevs av Zachs 1933. Polydora brevipalpa ingår i släktet Polydora och familjen Spionidae. Inga underarter finns listade i Catalogue of Life.